# Garcinia klossii
Garcinia klossii är en tvåhjärtbladig växtart som beskrevs av Henry Nicholas Ridley. Garcinia klossii ingår i släktet Garcinia och familjen Clusiaceae. Inga underarter finns listade i Catalogue of Life.